# L'Horta (Sóller)
L'Horta és una barriada de Sóller, a mig camí entre la ciutat i el seu port, el Port de Sóller. Celebra les festes patronals per la Mare de Déu de la Victòria, el segon diumenge de juliol. El 2005 tenia una població de 1.411 habitants.